# العلاقات الأوزبكستانية المكسيكية
العلاقات الأوزبكستانية المكسيكية هي العلاقات الثنائية التي تجمع بين أوزبكستان والمكسيك.

## مقارنة بين البلدين
هذه مقارنة عامة ومرجعية للدولتين:
| وجه المقارنة                                              | أوزبكستان       | المكسيك                                                                               |
| --------------------------------------------------------- | --------------- | ------------------------------------------------------------------------------------- |
| المساحة (كم2)                                             | 448.98 ألف      | 1.97 مليون                                                                            |
| عدد السكان (نسمة)                                         | 32.39 مليون     | 130.53 مليون                                                                          |
| الكثافة السكانية (ن./كم²)                                 | 72.14           | 66.26                                                                                 |
| العاصمة                                                   | طشقند           | مدينة مكسيكو                                                                          |
| اللغة الرسمية                                             | اللغة الأوزبكية | اللغة الإسبانية                                                                       |
| العملة                                                    | سوم أوزبكستاني  | بيزو مكسيكي                                                                           |
| الناتج المحلي الإجمالي (بليون دولار)                      | 48.72 مليار     | 1.15 تريليون                                                                          |
| الناتج المحلي الإجمالي (تعادل القوة الشرائية) بليون دولار | 190.50 مليار    | 2.16 تريليون                                                                          |
| الناتج المحلي الإجمالي الاسمي للفرد دولار أمريكي          | 2.13 ألف        | 9.01 ألف                                                                              |
| الناتج المحلي الإجمالي للفرد دولار أمريكي                 | 5.57 ألف        | 17.32 ألف                                                                             |
| مؤشر التنمية البشرية                                      | 0.675           | 0.756                                                                                 |
| رمز المكالمات الدولي                                      | +998            | +52                                                                                   |
| رمز الإنترنت                                              | .uz             | .mx                                                                                   |
| المنطقة الزمنية                                           | ت ع م+05:00     | منطقة زمنية وسطى، المنطقة الزمنية الجبلية، زمن منطقة المحيط الهادئ، منطقة زمنية شرقية |

## مدن متوأمة
في ما يلي قائمة باتفاقيات التوأمة بين مدن أوزبكستانية ومكسيكية:
- ترتبط سمرقند مع مدينة مكسيكو باتفاقية توأمة منذ 4 أغسطس 1986.

## منظمات دولية مشتركة
يشترك البلدان في عضوية مجموعة من المنظمات الدولية، منها:
| علم المنظمة | اسم المنظمة                        | تاريخ انضمام أوزبكستان | تاريخ انضمام المكسيك |
| ----------- | ---------------------------------- | ---------------------- | -------------------- |
|             | وكالة ضمان الاستثمار متعدد الأطراف | 4 نوفمبر 1993          | 1 يوليو 2009         |
|             | منظمة الشرطة الجنائية الدولية      | ?                      | ?                    |
|             | منظمة حظر الأسلحة الكيميائية       | ?                      | ?                    |
|             | الفريق المعني برصد الأرض           | ?                      | ?                    |
|             | الأمم المتحدة                      | 2 مارس 1992            | 7 نوفمبر 1945        |
|             | مؤسسة التمويل الدولية              | 30 سبتمبر 1993         | 20 يوليو 1956        |
|             | يونسكو                             | 26 أكتوبر 1993         | 4 نوفمبر 1946        |
|             | مؤسسة التنمية الدولية              | 24 سبتمبر 1992         | 24 أبريل 1961        |
|             | البنك الدولي للإنشاء والتعمير      | 21 سبتمبر 1992         | 31 ديسمبر 1945       |
|             | الاتحاد البريدي العالمي            | ?                      | ?                    |
|             | الاتحاد الدولي للاتصالات           | 10 يوليو 1992          | 1 يوليو 1908         |

## وصلات خارجية
- موقع وزارة الخارجية الأوزبكستانية
- موقع وزارة الخارجية المكسيكية